# Зинович, Дмитрий Васильевич
Дмитрий Васильевич Зинович (19 мая 1989, Муром, Владимирская область) — российский футболист, полузащитник.

## Карьера
Воспитанник ЦПЮФ клуба «Шинник» Ярославль. В 2005—2008 годах играл за вторую, дублирующую и молодёжную команды «Шинника», в 2008 году дебютировал в премьер-лиге, сыграв один матч.
В 2007 году провёл 7 матчей во втором дивизионе за владимирское «Торпедо» на правах аренды.
В апреле 2009 подписал контракт с раменским «Сатурном», за основную команду сыграл 4 матча в Кубке России и один — в чемпионате.
Зимой 2013 года перешёл в «Спартак-Нальчик».
Перед началом сезона 2014/2015 перешёл в калининградскую «Балтику». В феврале 2015 перешёл в дзержинский «Химик». Перед сезоном 2015/16 оказался в саратовском «Соколе», однако, проведя три игры, в начале августе вновь перешёл в клуб ПФЛ «Зенит» Пенза.